# El Outaya
El Outaya (în arabă الوطاية) este o comună din provincia Biskra, Algeria.
Populația comunei este de 11.155 de locuitori (2008).